# Episodi de I ragazzi del windsurf (seconda stagione)
La seconda stagione della serie televisiva I ragazzi del windsurf è stata trasmessa in anteprima in Germania dalla ARD nel corso del 1996.
| nº | Titolo originale            | Titolo italiano | Prima TV Germania | Prima TV Italia |
| -- | --------------------------- | --------------- | ----------------- | --------------- |
| 1  | Liebesreigen                |                 | 1996              |                 |
| 2  | In den Schuhen des Fischers |                 | 1996              |                 |
| 3  | Der Auftrag                 |                 | 1996              |                 |
| 4  | Maui                        |                 | 1996              |                 |
| 5  | Der kleine Prinz            |                 | 1996              |                 |
| 6  | Sonja                       |                 | 1996              |                 |
| 7  | Die große Welle             |                 | 1996              |                 |
| 8  | Das Angebot                 |                 | 1996              |                 |
| 9  | Die Ausreißerin             |                 | 1996              |                 |
| 10 | Talk Radio                  |                 | 1996              |                 |
| 11 | Miese Typen                 |                 | 1996              |                 |
| 12 | Freibeuter des Meeres       |                 | 1996              |                 |